# مستی خشک
مستی خشک اصطلاحی است که توسط بنیان‌گذار الکلی‌های گمنام ابداع شده است و به الکلی اشاره دارد که دیگر نمی‌نوشد اما الگوهای رفتاری مشابه یک فرد الکلی را حفظ می‌کند.

## توصیف
یک فرد مبتلا به سندم مستی خشک به عنوان فردی توصیف می‌شود که از الکل یا مواد مخدر خودداری می‌کند، اما هنوز هم با تمام مسائل عاطفی و روانی حل‌نشده‌ای که ممکن است باعث اعتیاد او شده باشد، دست و پنجه نرم می‌نماید. این مسائل حل‌نشده همچنان بر روان او تأثیر می‌گذارند و به همین دلیل، در حالی که به دنبال مستی نیستند، بسیاری از دیگر ویژگی‌های رفتاری مرتبط با اعتیاد به الکل را نشان می‌دهند. در بیشتر موارد، وابستگی به الکل عامل مهمی در زندگی الکلی‌ها است و پذیرش عدم مصرف الکل با چالش‌ها و درک شخصیت خود همراه است. با وجود ترک الکل و خوددرمانی، بیشتر شخصیت‌های آن‌ها تجسمی از خود قبلی‌شان است.
فرد مبتلا به مستی خشک با احساسات افسردگی و ناامیدی عمیق و با احساس تردید در مورد تمایل به نوشیدنِ چیزی که از آن دست کشیده است، توصیف می‌شود. بسیاری از الکلی‌ها که برای مدت طولانی می‌نوشند قبل از اینکه برای مدتی عدم مصرف الکل را حفظ کنند، به ویژگی‌های شخصیتی و رفتاری که در طول اعتیاد از آن‌ها برخوردار بودند، عادت می‌کنند. در این مرحله از «مستی خشک»، معتادان با بی‌قراری، ناامیدی، عصبانیت، بی‌صبری و تمایلات مواجه هستند. علائم مستی خشک نامنظم هستند و در برخی افراد ممکن است شدت کمتری داشته باشد در حالی که دیگران با افزایش مدت زمان عدم مصرف الکل، تغییر نمی‌کنند. برخی از علائم مستی خشک می‌تواند در مرحله اولیه عدم مصرف الکل مشاهده شود، در حالی که در برخی دیگر ممکن است بعداً بروز کنند زیرا برخی از معتادان تلاش می‌کنند احساسات مستی خشک خود را سرکوب کنند. این الگوهای رفتاری می‌توانند از طریق کمک‌های حرفه‌ای، درمان و تسکین یابند.

## برای مطالعهٔ بیشتر
- درک پیوستار اعتیاد و شخصیت اعتیادآور: صرفاً به این دلیل که مشروب نمی‌خورید، به این معنی نیست که هوشیار هستید. روان‌شناسی امروز